# Witold Dederko
Witold Dederko (ur. 26 marca 1906 w Siedlcach, zm. 10 września 1988 w Warszawie) – polski fotoreporter, pedagog i aktor filmowy.

## Życiorys
Syn Mariana, artysty fotografika, który opracował technikę fotonitu, i Janiny Rozalii z Sakowiczów, pierwszej przewodniczącej Koła Polek w Białymstoku (1918–1919). Był wnukiem Sotera Dederki (1842–1900), powstańca styczniowego i zesłańca. W latach 20. XX wieku związany z Polskim Towarzystwem Miłośników Fotografii. Pracował w rodzinnym studio, od 1929 na stanowisku kierownika reportażu w Polskiej Agencji Telegraficznej. Od 1931 był członkiem Fotoklubu Polskiego, w latach 1938–1939 członkiem Fotoklubu Warszawskiego. Od 1935 był kierownikiem laboratorium i przedstawicielem firmy Kodak w Warszawie. Pracował również na wydziale fotografii lotniczej w Wyższej Szkole Lotniczej. Założył Grupę Zieloni, Grupę Przedszkole i Eksperymentalny Ośrodek Szkoleniowy Fotografii Artystycznej EOS.
Po II wojnie światowej poświęcił się pracy artystycznej oraz dydaktycznej jako wykładowca fotografii w warszawskim Technikum Fotograficznym, Państwowej Wyższej Szkole Filmowej i Państwowej Wyższej Szkole Filmowej i Teatralnej im. Leona Schillera w Łodzi. Prowadził rubrykę Gawędy o kompozycji na łamach miesięcznika „Fotografia”. Autor 12 książek z dziedzin fotografii.
Od 1947 był członkiem założycielem ZPAF, od 1956 członkiem Zarządu Polskiego Towarzystwa Fotograficznego.
Zmarł w Warszawie, pochowany na cmentarzu Wojskowym na Powązkach (kwatera A17-7-7).
Jego syn Szymon Dederko (ur. 1958) jest fotografikiem.

## Twórczość
- Łopatą do głowy czyli Rozmowy Tadeusza Pstrykowicza z jego wujem profesorem Panchrockim – 1958.
- Elementy kompozycji fotograficznej – 1960 (w roku 2017 uaktualniona wersja pod tytułem O kompozycji w fotografii – ISBN 978-83-924694-6-9).
- Oświetlenie w fotografii – 1963, 1970, 1972 (uaktualniona wersja ukazała się pod tytułem Światło i cień w fotografii w latach 2006, 2008 i 2017)[12][13].
- O fotografowaniu prawie wszystko: poradnik instruktora (wydawnictwo dwutomowe; wspólnie z Andrzejem Pytlińskim) – 1968, 1970[14].
- Fotografowanie architektury – 1971 (uaktualniona wersja ukazała się jako część I książki pod tytułem O fotografowaniu architektury. Część II napisał Cezary Dybowski. ISBN 978-83-924694-8-3).
- Guma warszawska: chromianowa technika fotograficzna – 1983.
- Warsztat techniczny artysty fotografa – 1985.
- Sztuka fotografowania – 1986, 2009.
- Przedmiot rzeczywisty i jego obraz – 1989, 2007.

Witold Dederko jest autorem książki Jak fotografować Druhem: poradnik dla najmłodszych fotoamatorów, która jest instrukcją posługiwania się tym aparatem oraz podaje ogólną wiedzę fotograficzną.
W roku 2006 Polskie Wydawnictwo Fotograficzne wydało uaktualnioną wersję Oświetlenia w fotografii pod tytułem Światło i cień w fotografii. W roku 2007 to samo wydawnictwo wydało Przedmiot rzeczywisty i jego obraz, a w roku 2009 – uzupełnioną o fotografie autorstwa Witolda Dederki – Sztukę fotografowania. W roku 2017 nakładem tegoż wydawnictwa ukazała się nowa wersja Elementów... pod tytułem O kompozycji w fotografii (ISBN 978-83-924694-6-9) oraz kolejna edycja książki Światło i cień w fotografii (ISBN 978-83-924694-7-6). Kolejną pozycją wydaną przez PWF jest O fotografowaniu architektury (ISBN 978-83-924694-8-3), gdzie oryginalny tekst Dederki stanowi część I, natomiast część II zawierającą dodatkowo aktualną wiedzę na ten temat napisał Cezary Dybowski.
Jako aktor niezawodowy grywał role epizodyczne i drugoplanowe.

## Filmografia
- 1966: Ktokolwiek wie... jako „Inspektor”
- 1967: Skok jako Zientara
- 1967: Ślepy tor jako pasażer, grajek
- 1968: Przekładaniec jako handlarz narządami pod szpitalem
- 1968: Wniebowstąpienie jako mężczyzna słuchający obwieszczenia o rozstrzelaniu Polaków
- 1968: Wszystko na sprzedaż jako taksówkarz
- 1969: Polowanie na muchy jako sąsiad odlewający od Włodków mleko
- 1970: Abel, twój brat jako pan Jonasz
- 1970: Album polski jako mężczyzna w mieszkaniu Marii
- 1970: Doktor Ewa (serial tv) jako staruszek (odc. 8)
- 1970: Kaszëbë jako Biżewski
- 1970: Książę sezonu jako robotnik
- 1970: Wakacje z duchami (serial tv) jako przewodnik Miziak (odc. 1, 2, 3, 7)
- 1971: Na przełaj jako mężczyzna wyciągany przez strażaków z rudery
- 1971: Obcy w lesie jako chłop przed sklepem
- 1971: Przez dziewięć mostów jako sąsiad
- 1971: Złote koło jako Konrad Zagórski, pacjent chory psychicznie
- 1972: Perła w koronie
- 1973: Chłopi
- 1973: Czarne chmury (serial tv) jako więzień pruski
- 1974: Ile jest życia (serial tv) jako staruszek, gospodarz Anny w Międzylesiu (odc. 5)
- 1974: Koniec wakacji jako staruszek na karuzeli
- 1974: Wiosna panie sierżancie jako Ignacy Tumanek, śpiewak ludowy
- 1974: Ziemia obiecana jako stary farbiarz
- 1975: Doktor Judym jako obłąkana kobieta
- 1975: Jarosław Dąbrowski
- 1975: Noce i dnie jako chłop w Serbinowie
- 1975: Ziemia obiecana (serial tv) jako stary farbiarz (odc. 1)
- 1976: Ostatnie takie trio jako starzec z kosą
- 1976: Szaleństwo Majki Skowron (serial tv) jako kioskarz (odc. 6)
- 1978: Koty to dranie jako mężczyzna na bazarze
- 1978: Rodzina Leśniewskich (serial tv) jako sąsiad Leśniewskich (odc. 1, 2)
- 1978: Zielona miłość (serial tv) jako „Dziadek”, pacjent w szpitalu
- 1979: Aria dla atlety jako starzec na ulicy
- 1979: Lekcja martwego języka jako pop
- 1982: Krzyk jako pensjonariusz
- 1982: Niech cię odleci mara jako Lubis
- 1982: Przygrywka (serial tv) jako staruszek (odc. 1, 2, 4, 5)
- 1987: Jedenaste przykazanie jako malarz w kościele
- 1987: Sonata marymoncka jako starzec
- 1988: Gdzieśkolwiek jest, jeśliś jest... (Wherever You Are...) jako żebrak przed kościołem

Źródło:

## Ordery i odznaczenia
- Srebrny Krzyż Zasługi (11 lipca 1955)[16]
- Medal 10-lecia Polski Ludowej (19 stycznia 1955)[17]